# Elsa Andersson
Elsa Helena Andersson (Estocolm, 19 d'agost de 1894 – San Francisco, Califòrnia, 26 de gener de 1994) va ser una saltadora sueca que va competir als Jocs Olímpics d'Estiu de 1912.
El 1912 disputà la prova de palanca de 10 metres del programa de salts, on va finalitzar en sisena posició. Posteriorment es traslladà als Estats Units, on es casà i va agafar el cognom Cordes. Morí a San Francisco, Califòrnia, el 1994.